# 北海道道981号上长和萩原线
北海道道981号上长和萩原线（日语：北海道道981号上長和萩原線）是一条位于北海道伊達市内的普通道级道路（北海道道）。

## 概要
- 起点：伊達市上長和町（国道453号交点）
- 終点：伊達市萩原町（国道37号交点）
- 总長：11.2千米
- 路線勘定：1980年（昭和55年）3月31日[1]
- 通過的市：北海道伊達市

## 共线区间
- 北海道道519号泷之町伊达线：伊達市上館山町

## 相接道路
- 国道453号（有珠国道）：起点
- 北海道道703号洞爷湖公园线：伊達市上長和町
- 北海道道519号泷之町伊達線：伊達市上館山町
- 国道37号（胆振国道）：終点

## 交通規制
由于冬季有雪，以下路段禁止通行。
- 伊達市乾町263 - 伊達市幌美内町（約1.1千米）

## 主要道路構造物

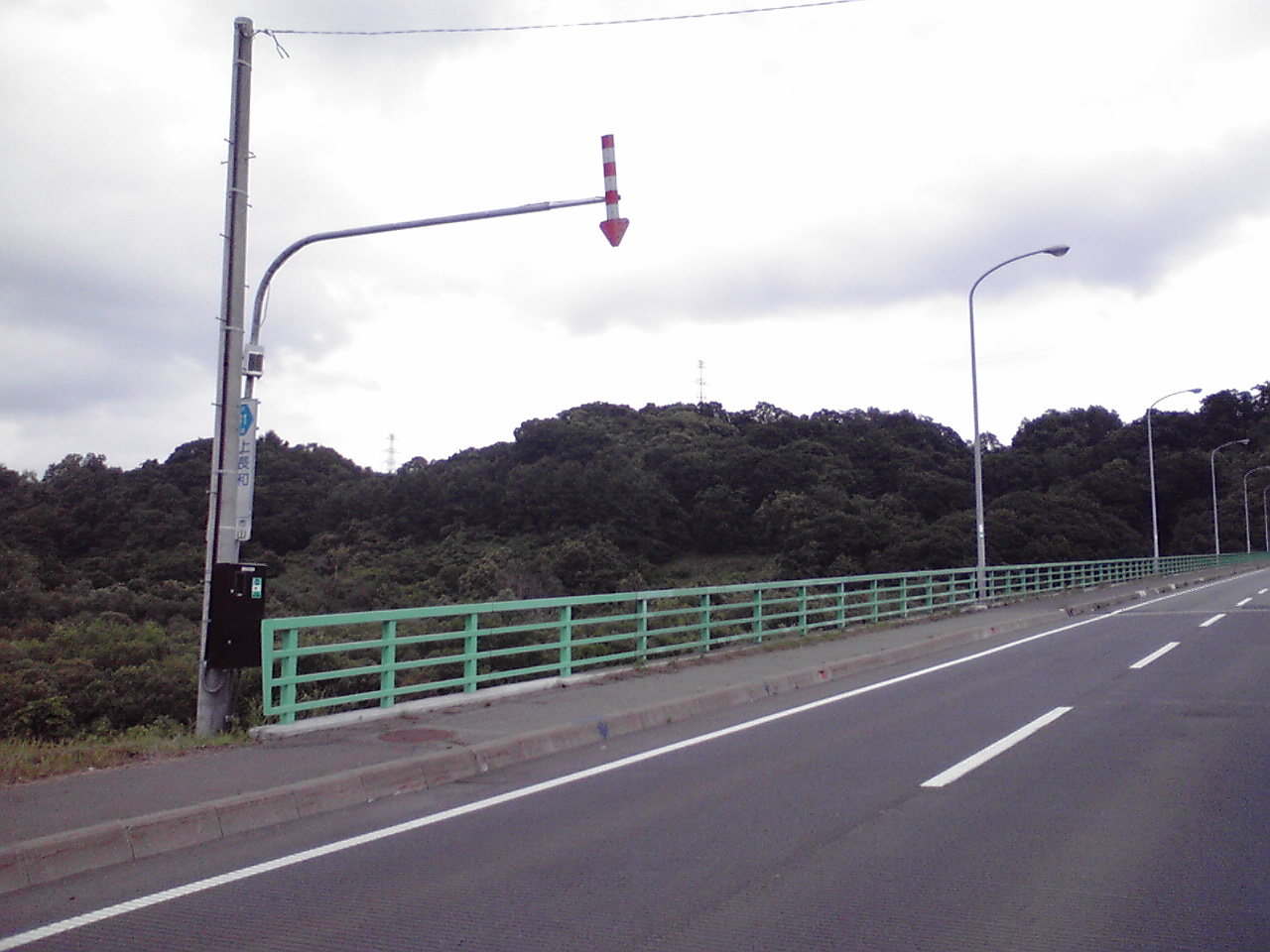
北之湘南橋
在伊達市上長和町，橋長291米，宽9.5米（含人行道2.0米）的連續鈑桁・單純合成鈑桁橋梁。横跨在長流川上。1990年（平成2年）架橋。橋名中的「北の湘南」是伊達市的愛称。橋的西面有停车场，可以远眺昭和新山。
伊達隧道
在伊達市上館山町，是一条总長637米、宽9.75米的隧道。1992年（平成4年）4月貫通、1995年（平成7年）12月竣工。

## 沿線
- 長流川
- 胆振農業改良普及中心
- 北海道社会福祉事業団太陽之園